# 朱济凡
朱济凡（1912年—1987年），曾用名朱济藩、朱抱坚、朱炳山、徐国藩，男，浙江诸暨人，中国森林生态学家，曾任中国林学会副理事长。